# Uvol'nenie na bereg
Uvol'nenie na bereg (Увольнение на берег) è un film del 1962 diretto da Feliks Efimovič Mironer.